# Marburger Schloss

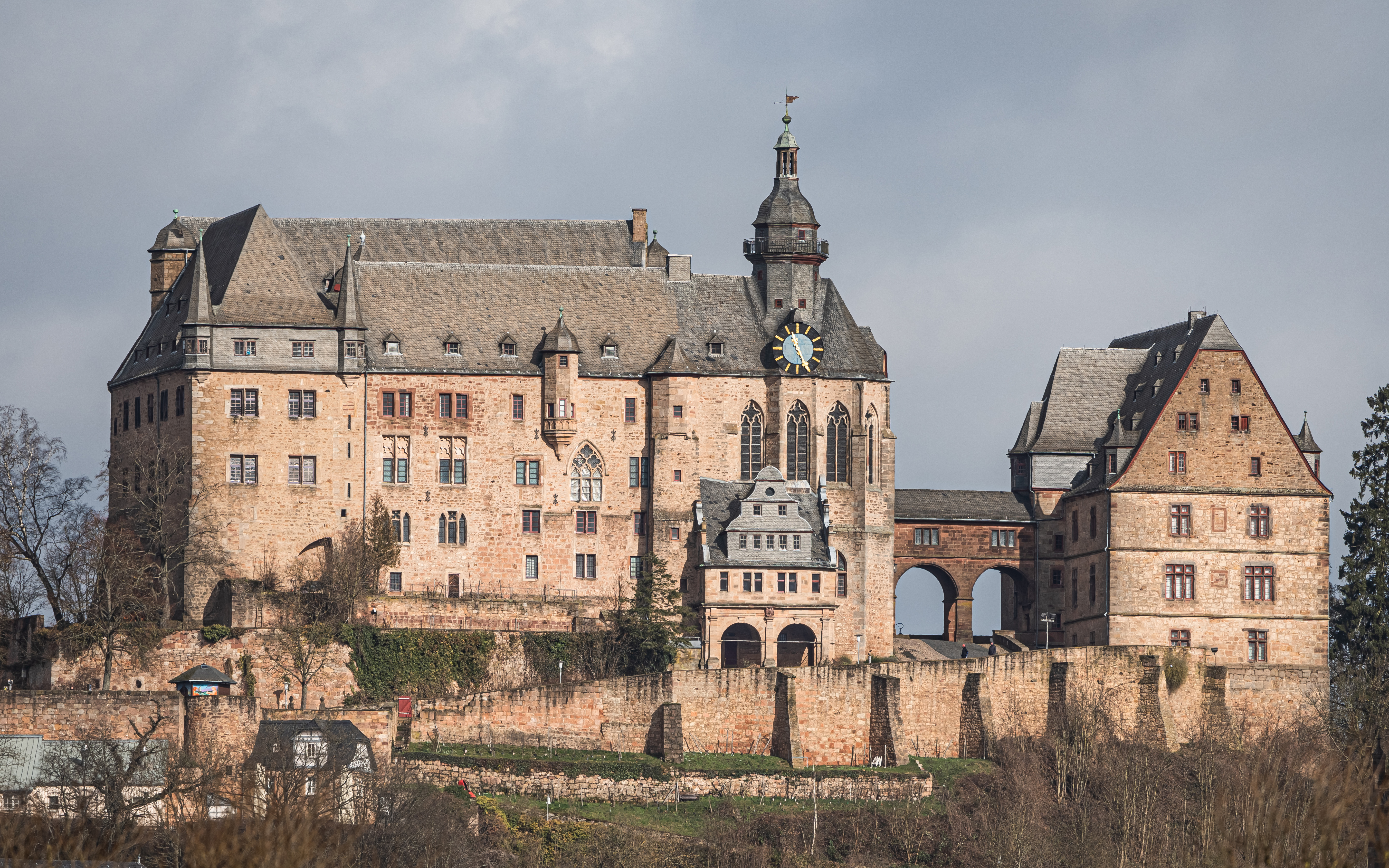
Vista sul do Castelo de Marburgo

O Marburger Schloss (ou castelo de Marburgo), também conhecido como Landgrafenschloss Marburg, é um castelo em Marburgo, Hesse, Alemanha, localizado no topo do Schlossberg. Foi construído no século XI como uma fortaleza e tornou-se a primeira residência do Condado de Hesse (Sacro Império Romano). A disputa de Marburgo foi realizada aqui em 1529.
Hoje, o edifício é usado como museu (Museu Universitário de História Cultural de Marburgo, Wilhelmsbau, desde 1981) e como local para eventos.